# Dall'alba al tramonto (Levante)
Dall'alba al tramonto è un singolo della cantante italiana Levante, pubblicato il 21 maggio 2021.

## Descrizione
Il brano nasce con l’obiettivo di accompagnare l'uscita del terzo romanzo E questo cuore non mente.

## Video musicale
Il video musicale, diretto da Giacomo Triglia, è stato reso disponibile in concomitanza con l'uscita del singolo sul canale YouTube della Warner Music Italy. Il video, che ha come protagonista la cantante con un look Dolce & Gabbana, è un omaggio agli anni sessanta.

## Tracce
Testi e musiche di Claudia Lagona.
1. Dall'alba al tramonto – 3:52

## Riconoscimenti
- 2022 – Videoclip Italia Awards[3]
  - Candidatura al miglior make-up & hair